# Stadio Claudio Chiqui Tapia
Lo stadio Claudio Chiqui Tapia (Estadio Claudio Chiqui Tapia in spagnolo) è un impianto sportivo della capitale argentina Buenos Aires situato nel quartiere di Barracas. Ospita le partite interne del Barracas Central ed ha una capienza di 4400 spettatori. intitolato a Claudio Tapia, ex-giocatore ed ex-presidente del club e, dal marzo 2017, presidente della Federazione calcistica dell'Argentina.

## Storia
Lo stadio fu aperto nel 1916, dato che lo rende uno dei più antichi della capitale argentina. La struttura originaria in legno fu mantenuta sino agli anni settanta, quando fu smantellata, lasciando solamente quattro file di gradoni di cemento che correvano lungo tre dei quattro lati del campo. Fu anche smontata la tettoia in stile inglese che copriva la tribuna di casa.
Nel 2006 fu completata la tribuna per i tifosi ospiti mentre nel 2011 fu inaugurata la nuova tribuna con uno spazio riservato alla stampa completo di otto cabine per le emittenti televisive.